# 趙慧珊
趙慧珊（英語：Aka Chio Wai San，1987年2月15日—），澳門出生的香港歌手。她早年就讀油蔴地天主教小學，畢業於真光女書院，後來到九龍塘學校（中學部）升讀預科。之後在香港專上學院就讀平面設計副學士。初期工作是香港電台的DJ，其後加入樂壇，早期以女子跳唱組合Super Girls的成員出道；之後以個人身份作獨立發展其演藝、作畫等等事業。

## 簡介
2012年，趙慧珊所屬的女子組合以Super Girls的名稱正式成立，在當時香港樂壇中，是一隊相當活躍和受歡迎的跳唱女子組合，推出了多首音樂作品，年間獲得不少獎項。
2019年，正式以個人歌手獨立發展，作品有悲傷的舒情歌，也有激盪人心的輕快歌曲，當中，亦有參與一些歌曲的作詞和作曲部分。在獨立發展個人歌手事業的初期，曾因患重感冒而失聲，幾番醫治回復狀態後，陸續推出新歌作品。堅持定時練習唱歌，以保持歌藝經常都在最佳狀態；亦經常練習跳舞，曾到赴韓國學習K-Pop的舞蹈，擁有芭蕾舞底子的她，在自己的歌曲MV中，表演出自己的舞蹈風格。

## 音樂作品

### 個人單曲
| 曲目      | 專輯類型 | 發行公司      | 發行日期       |
| --------- | -------- | ------------- | -------------- |
| 你在聽嗎? | 單曲     | Jam Music Ltd | 2019年1月8日   |
| 生來起舞  | 單曲     | Jam Music Ltd | 2019年7月19日  |
| 底線      | 單曲     | Jam Music Ltd | 2019年11月20日 |
| 到底之後  | 單曲     | Jam Music Ltd | 2020年2月6日   |
| Fearless  | 單曲     | Jam Music Ltd | 2020年10月21日 |
| 愛人如己  | 單曲     | Jam Music Ltd | 2021年8月16日  |

### 派台歌曲成績
註：組合名義的派台歌，請參閱Super Girls之頁面。
| 派台歌曲成績（四台） | 派台歌曲成績（四台） | 派台歌曲成績（四台） | 派台歌曲成績（四台） | 派台歌曲成績（四台） | 派台歌曲成績（四台） | 派台歌曲成績（四台）                        | 派台歌曲成績（四台）                        |      |
| -------------------- | -------------------- | -------------------- | -------------------- | -------------------- | -------------------- | ------------------------------------------- | ------------------------------------------- | ---- |
| 唱片                 | 歌曲                 | 903                  | RTHK                 | 997                  | TVB                  | 備註                                        | 備註                                        |      |
| 2019年               |                      |                      |                      |                      |                      |                                             |                                             |      |
|                      | 你在聽嗎?            | 16                   | 13                   | 4                    | 2                    | 個人出道作品 加拿大至 HIT 中文歌曲排行榜：3 | 個人出道作品 加拿大至 HIT 中文歌曲排行榜：3 |      |
|                      | 生來起舞             | 18                   | 15                   | 19                   | 1                    | 首支個人冠軍歌                              | 首支個人冠軍歌                              |      |
| 澳門主旋律 Vol.5     | 底線                 | -                    | 11                   | 17                   | 1                    | 加拿大至 HIT 中文歌曲排行榜：10             | 加拿大至 HIT 中文歌曲排行榜：10             |      |
| 2020年               |                      |                      |                      |                      |                      |                                             |                                             |      |
|                      | 到底之後             | 20                   | -                    | 4                    | 3                    | 加拿大至 HIT 中文歌曲排行榜：14             | 加拿大至 HIT 中文歌曲排行榜：14             |      |
| 派台歌曲成績（五台） |                      |                      |                      |                      |                      |                                             |                                             |      |
| 唱片                 | 歌曲                 | 903                  | RTHK                 | 997                  | TVB                  | ViuTV                                       | 備註                                        | 備註 |
| 2020年               |                      |                      |                      |                      |                      |                                             |                                             |      |
|                      | Fearless             | -                    | 7                    | 5                    | -                    | -                                           |                                             |      |
| 2021年               |                      |                      |                      |                      |                      |                                             |                                             |      |
|                      | 愛人如己             | -                    | 12                   | 5                    | -                    | -                                           | 加拿大至 HIT 中文歌曲排行榜：8              |      |

| 各台冠軍歌總數 | 各台冠軍歌總數 | 各台冠軍歌總數 | 各台冠軍歌總數 | 各台冠軍歌總數 | 各台冠軍歌總數    | 各台冠軍歌總數    | 各台冠軍歌總數 |
| -------------- | -------------- | -------------- | -------------- | -------------- | ----------------- | ----------------- | -------------- |
| 四台a          | 903            | RTHK           | 997            | TVB            | 備註              | 備註              | 備註           |
| 四台a          | 0              | 0              | 0              | 2              | 四台冠軍歌總數：0 | 四台冠軍歌總數：0 |                |
| 五台b          | 903            | RTHK           | 997            | TVB            | ViuTV             | 備註              |                |
| 五台b          | 0              | 0              | 0              | 0              | 0                 | 五台冠軍歌總數：0 |                |

- （*）仍在榜上
- （-）未能上榜
- （×）沒有派往該台
- （(1)）兩週冠軍
- ^  注解a：包括2020年後的冠軍歌曲
- ^  注解b：2020年起

## 演出作品

### MV
- 2015年：羅力威《夏之咩》
- 2017年：容祖兒《最好時光》
- 2017年：容祖兒《麻煩你》
- 2019年：趙慧珊《你在聽嗎》
- 2019年：趙慧珊《生來起舞》
- 2019年：趙慧珊《底線》
- 2020年：趙慧珊《到底之後》
- 2020年：趙慧珊《Fearless》
- 2021年：趙慧珊《My Cookie Can》(翻唱衛蘭歌曲) | CoverDog《封面狗》第二十六期
- 2021年：趙慧珊《愛人如己》

### 現場演唱
- 2019年: 趙慧珊迷你音樂會

### 電影
- 2013年	重口味
- 2013年	第一次不是你
- 2013年 恐怖在線 飾 王嘉敏（Wendy）
- 2014年	分手100次 飾 見工少女
- 2015年 十月初五的月光 飾 杏仁餅舖同事
- 2015年 沒女神探 飾 便衣警探
- 2015年 碟仙碟仙 飾 Connie
- 2019年 潜行者 飾 霍曦晨

### 微電影
- 2011年	FFFG（Part 2）- 男人？哼！咪理佢啦！
- 2012年 記憶抵押
- 2012年 愛．無滋
- 2012年 末日微電影 Remember Me
- 2020年 最好的禮物

### 舞台劇
- 2011年4月22日-24日：《Love Novels》
- 2014年11月13日-16日：《Musilove 世人樂章》
- 2023年5月26日-6月4日: 《Sweet Dreams 晚安》

### 表演嘉賓
- 2019年 《歡樂滿東華》

### 電視劇/網絡劇
- 2014年	《性本善2014》曼陀羅的愛 飾 易佳穎（Wing）
- 2022年 《黑金風暴》飾 郭曉欣

### 作畫項目
- 2017年 個人畫展 "HER" Aka Chio Solo Exhibition
- 2021年 7月4日-10日 Artwfred NFT show (Featured Artist)
- 2023年 5月11-27日 個人畫展 The Origins of Aza

### 主持
- 2008年 有線電視《娛樂新聞台》
- 2008年 香港電台第二台《愛有序》
- 2012年 香港電台《音樂動起來》（第9集）
- 2015年 香港電台《青春聯合體》
- 2015年 香港電台《青春聯合體2》
- 2018年 香港商業電台《公子會》(嘉賓主持)
- 2020年 香港商業電台《公子會》(嘉賓主持)
- 2023年 HOY TV《全港開餐100強》

### 訪問
- 2018年 UNICEF慈善跑
- 2018年 東周刊專欄 <<慧為其觀>>
- 2020年 個人Youtube頻道<<AkaJai is a Girl>>

### 綜藝演出
- 2019年 TVB《勁歌金曲》《Do姐有問題3》
- 2019年 TVB《流行經典50年》
- 2019年 TVB《勁歌金曲》
- 2020年 TVB《流行經典50年》
- 2020年 TVB《行山少女》
- 2021年 香港電台《大氣候》
- 2021年 ViuTV《Chill Club》
- 2021年 TVB《野外步出》
- 2023年 ViuTV《35+ LOVE》

### 廣告
- 2010年 麥當勞法國皇室凱旋堡（電視廣告）
- 2010年 Canon IXUS相機（平面、電視廣告）
- 2011年 西九文化區發展圖則展覽（電視廣告）
- 2011年 Sony 相機（平面廣告）
- 2011年 嬌爽Carefree（電視廣告）
- 2011年 HTC Wildfire S（電視廣告）
- 2013年 迪士尼樂園 迷離莊園（電視廣告）
- 2013年 萬成永成2013 CM廣告預告-Aka篇（網上電視廣告）
- 2016年 水動樂維加 （電視廣告、平面廣告）
- 2018-2021年 K-Swiss運動鞋 （平面廣告）
- 2020年 維特健靈 健康食品7日瘦 （電視廣告、網上電視廣告、平面廣告）
- 2020年 Casio G-Shock手表 （電視廣告、網上電視廣告、平面廣告）

## 獎項
2007年度
- 第一屆Web J生還者（個人勝出）

2019年度
- 2019勁歌金曲優秀選第一回 - 得獎歌曲《你在聽嗎》
- 2019勁歌金曲優秀選第二回 - 得獎歌曲《生來起舞》
- 2019年度勁歌金曲頒獎典禮 - 傑出表現獎 銅獎

2020年度
- 2020勁歌金曲優秀選第二回 - 得獎歌曲《Fearless》
- 新城勁爆頒獎禮2020 - 勁爆躍進歌手
- 2020年度勁歌金曲頒獎典禮 - 年度最佳進步獎 金獎
- 第七屆微電影「創+作」支援計劃(音樂篇)資助組別二(專業組)最佳微電影女主角銅獎